# 阿尔汉格尔斯科耶农村居民点 (霍霍利斯基区)
阿尔汉格尔斯科耶农村居民点（俄语：Архангельское сельское поселение）是俄罗斯联邦沃罗涅日州霍霍利斯基区所属的一个农村居民点。其下辖有1个居民点，行政中心为阿尔汉格尔斯科耶。据2016年统计，该农村居民点的人口为528人。